# 门德里西奥区

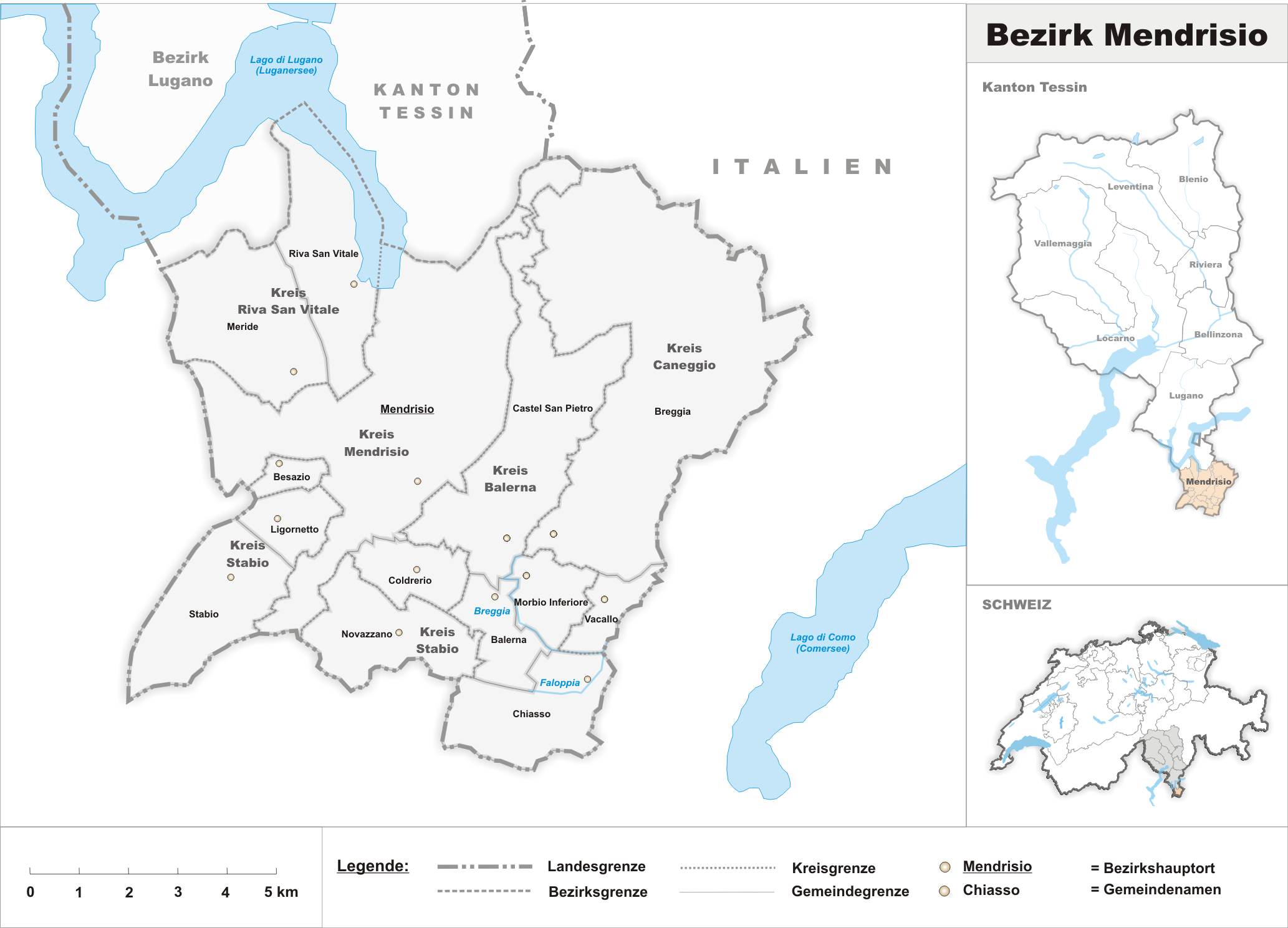
门德里西奥区

门德里西奥区是瑞士南部提契诺州的一个区，该区位于州南部。该区北临卢加诺区，其他三面被意大利领土锁环绕（西面邻瓦雷泽省，东面与南部邻科莫省），为瑞士最南端的区。总面积100.89 km2 ，总人口48,729 (2010.12.31)，人口密度480/km2。该区包含13个市镇。行政中心位于门德里西奥市。

## 地理
农业用地25.79 km2 (9.96 sq mi)，占全区面积的25.6%，林地面积61.2 km2 (23.6 sq mi)，占60.7%；建筑面积18.88 km2 (7.29 sq mi)，占18.7%；水域面积0.44 km2 (0.17 sq mi)，占0.4%。

## 人口
该地总人口48,729，其中德语人口2,083，法语人口534，意大利语人口41,239。